# Tour de Vendée 2010
Il Tour de Vendée 2010, trentanovesima edizione della corsa e valida come evento del circuito UCI Europe Tour 2010 categoria 1.HC, si svolse il 26 settembre 2010 per un percorso totale di 206 km. Fu vinta dallo spagnolo Koldo Fernández che giunse al traguardo con il tempo di 4h44'07" alla media di 43,503 km/h.
Al traguardo 89 ciclisti portarono a termine il percorso.

## Squadre e corridori partecipanti
| N.    | Cod. | Squadra               |
| ----- | ---- | --------------------- |
| 1-8   | KAT  | Team Katusha          |
| 11-18 | FDJ  | FDJ                   |
| 21-28 | BBO  | Bbox Bouygues Telecom |
| 31-38 | RSH  | Team RadioShack       |
| 41-48 | CTT  | Cervélo TestTeam      |
| 51-58 | ALM  | AG2R La Mondiale      |
| 61-68 | EUS  | Euskaltel-Euskadi     |
| 71-78 | COF  | Cofidis               |

| N.      | Cod. | Squadra                      |
| ------- | ---- | ---------------------------- |
| 81-88   | TSV  | Topsport Vlaanderen-Mercator |
| 91-98   | SAU  | Saur-Sojasun                 |
| 101-108 | CMO  | Carmiooro-N.G.C.             |
| 111-118 | LAN  | Landbouwkrediet              |
| 121-128 | BSC  | Bretagne-Schuller            |
| 131-138 | AUB  | BigMat-Auber 93              |
| 141-148 | RLM  | Roubaix-Lille Métropole      |
| 151-158 | VAC  | Vacansoleil Pro Cycling Team |

## Ordine d'arrivo (Top 10)
| Pos. | Corridore           | Squadra         | Tempo    |
| ---- | ------------------- | --------------- | -------- |
| 1    | Koldo Fernández     | Euskaltel       | 4h44'07" |
| 2    | Davide Appollonio   | Cervélo         | s.t.     |
| 3    | Jonathan Hivert     | Saur-Sojasun    | s.t.     |
| 4    | Cédric Pineau       | Roubaix         | s.t.     |
| 5    | Baptiste Planckaert | Landbouwkrediet | s.t.     |
| 6    | Maxime Vantomme     | Team Katusha    | s.t.     |
| 7    | Florian Vachon      | Bretagne        | s.t.     |
| 8    | Davy Commeyne       | Landbouwkrediet | s.t.     |
| 9    | Aristide Ratti      | Carmiooro       | s.t.     |
| 10   | Leonardo Duque      | Cofidis         | s.t.     |